# LSV Richthofen Schweidnitz
Der LSV Richthofen Schweidnitz (vollständiger Name Luftwaffen-Sportverein Richthofen Schweidnitz) war ein deutscher Militär-Sportverein in der niederschlesischen Stadt Schweidnitz, die heute Świdnica heißt und zu Polen gehört.

## Geschichte
Der LSV Richthofen Schweidnitz wurde 1941 gegründet und wurde nach dem ehemaligen Jagdflieger Manfred von Richthofen benannt.
Der LSV stieg zur Saison 1941/42 aus der 2. in die 1. Klasse Niederschlesien auf. In der Gruppe Bergland eingegliedert, erreichte die Mannschaft in ihrer ersten Saison bereits mit 26:2 Punkten den ersten Platz der Tabelle. Dadurch qualifizierte sich die Mannschaft für die Aufstiegsrunde und schloss dann diese auch mit 7:5 Punkten auf dem zweiten Platz ab. Bedingt durch diesen Platz durfte dann der Verein zur nächsten Saison auch in die Gauliga Niederschlesien aufsteigen. In dieser Spielzeit erreichte die Mannschaft gleich nach 18 gespielten Spielen mit 19:17 Punkten am Ende den vierten Platz der Tabelle.
1943 wurde der LSV Richthofen Schweidnitz mit dem DSV Schweidnitz zur DSVgg 1911 Schweidnitz zusammengeschlossen.